# Roméo LeBlanc
Pour les articles homonymes, voir Leblanc.
Roméo LeBlanc, né le 18 décembre 1927 à Memramcook et mort le 24 juin 2009 à Grande-Digue, est un homme d'État canadien, gouverneur général du Canada de 1995 à 1999.

## Biographie
Originaire de l'Anse-des-Cormier, désormais un quartier de Memramcook, au Nouveau-Brunswick, Roméo LeBlanc est journaliste à Radio-Canada, notamment comme correspondant à Londres et à Washington, puis attaché de presse de Pierre Elliott Trudeau au début des années 1970.
Il est élu à la Chambre des communes pour la circonscription de Westmorland—Kent le 30 octobre 1972 et est réélu aux élections de 1974, 1979 et 1980. Il est ministre des Pêches dans trois des cabinets de Pierre Trudeau, et devient ensuite ministre des Travaux publics de 1982 à 1984.
Membre du Sénat depuis 1984, il succède à Guy Charbonneau comme président de celui-ci en 1993, à la suite de l'arrivée au pouvoir des libéraux de Jean Chrétien.
Roméo LeBlanc est nommé gouverneur général du Canada par Jean Chrétien le 8 février 1995 et devient ainsi le premier Acadien, et le premier originaire des provinces maritimes à occuper ce poste. 
Il démissionne de son poste en 1999 en raison de problèmes de santé. Adrienne Clarkson lui succède.
Atteint de la maladie d'Alzheimer, il meurt chez lui, à Grande-Digue, le 24 juin 2009. Un timbre à son effigie est émis le 8 février 2010 ; le drapeau du Canada, du Nouveau-Brunswick et de l'Acadie se trouvent au bas du timbre.
Il est le père du député libéral de Beauséjour, au Nouveau-Brunswick, Dominic LeBlanc.

## Distinctions

### Décorations
- Ordre du Nouveau-Brunswick (2005)
- Grand officier de l'ordre national du Mérite (2002)
- Médaille du jubilé d'or d'Élisabeth II (2002)
- Chevalier de justice du Très vénérable ordre de Saint-Jean (1999)
- Compagnon extraordinaire de l'Ordre du Canada (1995)
- Commandeur de l'Ordre du mérite militaire (1995)
- Décoration des Forces canadiennes (1995)
- Médaille commémorative du 125e anniversaire de la Confédération du Canada (1992)

### Doctorats honorifiques
- Docteur honoris causa en lettres de l'Université Ryerson (1996)[6]

## Archives
Il y a un fonds d'archives Roméo LeBlanc à Bibliothèque et Archives Canada.